# Церковь Троицы Живоначальной (Криница)
Церковь Троицы Живоначальной — православный храм Острогожского благочиния Россошанской епархии.
Церковь расположена в селе Криница Острогожского района Воронежской области.

## История
Каменная церковь в селе Криница была построена в 1866 году. Также в церкви проводили богослужения католики.

## Современный статус
В настоящее время Троицкая церковь в с. Криница постановлением администрации Воронежской области N 850 от 14 августа 1995 г. является объектом исторического и культурного наследия областного значения.

## Фотографии

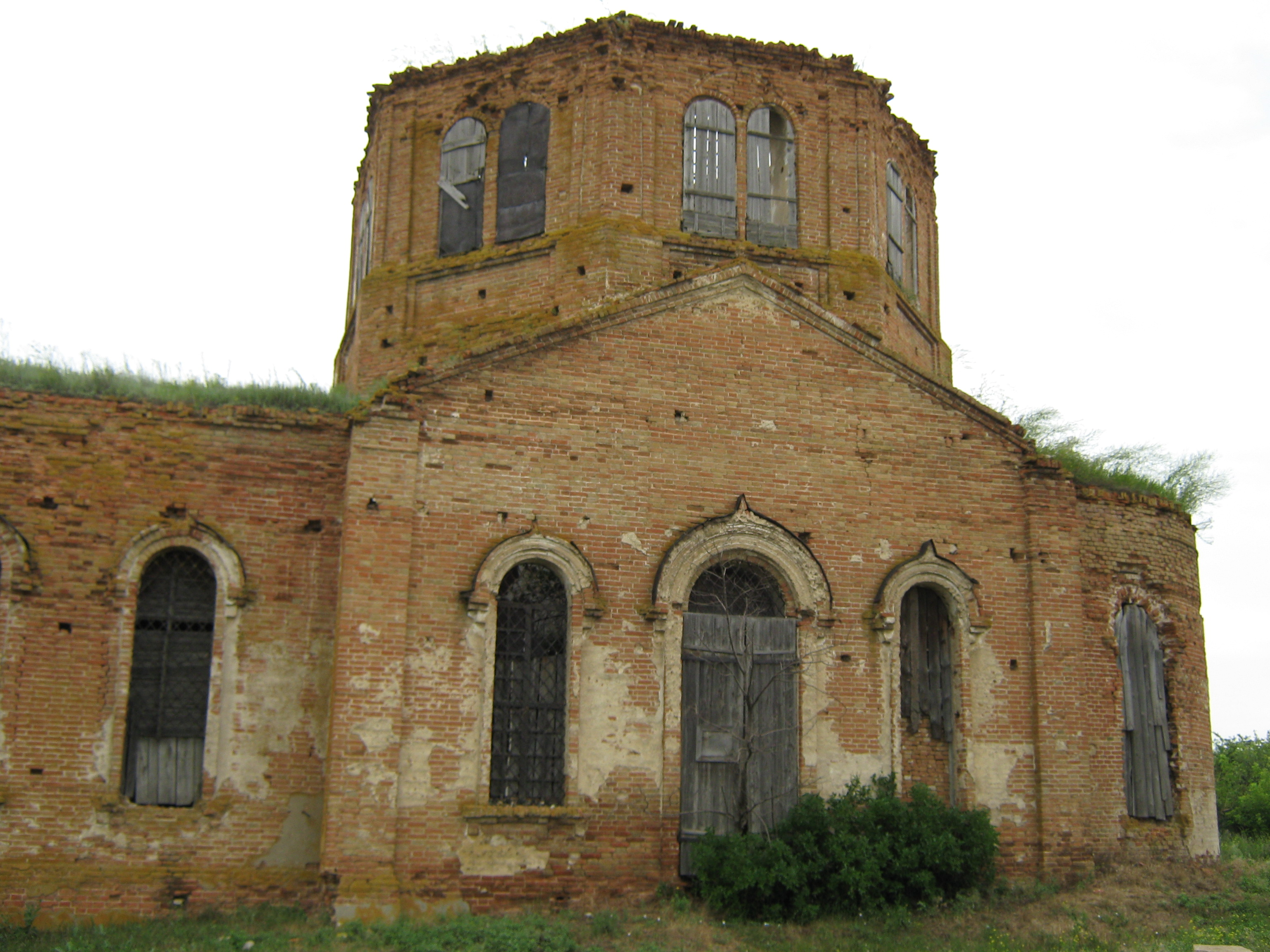
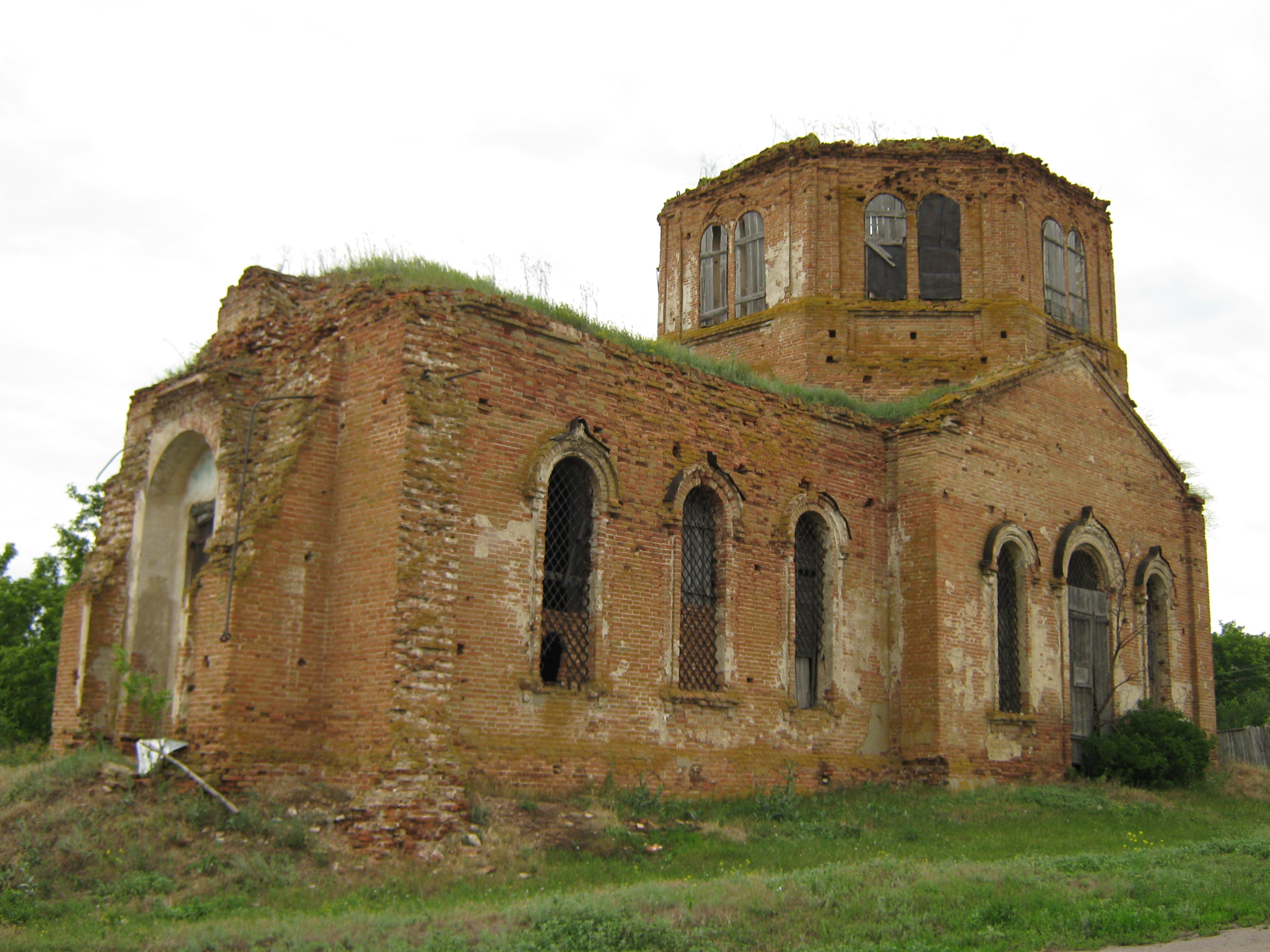